# Belisario Cristaldi
Belisario Cristaldi (Roma, 11 de julho de 1764 - Roma, 25 de fevereiro de 1831) foi um cardeal italiano.

## Biografia
Ele nasceu em Roma em 11 de julho de 1764 para Ascanio de Noha, de uma família patrícia de Lecce, e de Marianna Guglielmi, pertencente a uma poderosa família Frosinone. 
Formado em utroque iure, tornou-se secretário da Sacra Rota e auditor do vigário. O Papa Pio VII o encarregou de reformar o sistema de bem-estar romano. Eleito em 1817 reitor da Universidade "La Sapienza" de Roma, foi posteriormente nomeado auditor do papa e em 1820 tesoureiro geral do Estado Pontifício. Especialista na administração pontifícia, expoente daquela corrente de reformadores moderados que tentaram orientar a década seguinte à restauração pós-napoleônica para resultados de reorganização das finanças do Estado, por seu interesse direto em 1823 entre a torre alexandrina e a torre Clementina, litoral ao rio que hoje se chama via Torre Clementina, nasceu a vila costeira de Fiumicino, a partir de um projeto de Giuseppe Valadier, que no entanto não foi totalmente construído. Ele manteve o cargo de tesoureiro também sob o pontificado do Papa Leão XII, que o elevou ao posto de cardeal no consistório de 15 de dezembro de 1828. Foi um importante colaborador do Papa Pio VIII, sob o qual também assumiu o papel de cardeal camarista de 1830 a 1831.
Ele morreu em 25 de fevereiro de 1831, aos 66 anos, poucos dias após a eleição ao trono papal do Papa Gregório XVI. Ele foi enterrado em Roma na igreja de Santa Caterina dei Senesi.

## Link externo
- Belisario Cristaldi
- catholic-hierarchy.org